# Sjevernoatlantski jezici
Sjevernoatlantski jezici (privatni kod: natl) jedna od tri glavne grane atlantskih jezika koja obuhvaća (45) jezika kojima se služe razni narodi zapadnosudanskih crnaca naseljenih po državama Gvineja Bisau, Senegal, Gvineja: 
a) Bak [bakk] (15): 
a1. Balant-Ganja jezici (2) Senegal, Gvineja Bisau :balanta-ganja, balanta-kentohe,
a2. Jola jezici (10):
a. Bayot (1) Senegal: bayot,
b. Jola vlastiti (9):
b1. Jola centralni (6) Senegal, Gvineja Bisau: bandial, ejamat, gusilay, jola-fonyi, jola-kasa, kerak,
b2. Karon-Mlomp (2) Senegal: karon, mlomp.
b3. Kwatay (1): Kuwaataay (Senegal)
a3. Manjaku-Papel (3): mandjak, mankanya, papel.
b) Cangin [cang] (5) Senegal: lehar, ndut, noon, palor, saafi-saafi;
c) Istočni Senegal-Guinea [esgu] (10): 
c1. Banyun (3): bainouk-gunyaamolo, bainouk-gunyuño jezik, bainouk-samik,
c2. Nun (2) Gvineja Bisau: kasanga, kobiana,
c3. Tenda (5) Gvineja, Gvineja Bisau, Senegal: badyara, bassari, biafada, budik, wamey;
d) Mbulungish-Nalu [mbus] (3): baga mboteni, mbulungish, nalu;
e) Senegambijski [snga] (12): 
e1. Fulani-Wolof (9) :fulfulde (7 jezika: Nigerijski fulfulde jezik, centralni-istočni nigerski fulfulde jezik, Zapadnonigerski fulfulde, adamawa fulfulde, bagirmi fulfulde, maasina fulfulde i borgu fulfulde), pulaar, pular.
e2. Fula-Wolof (2) Gambija, Senegal: gambijski wolof i wolof
e3. Serer (1) Senegal: serer-sine.

## Klasifikacija
Nigrsko-kongoanski
Atlantsko-kongoanski
Atlantski
sjevernoatlantski jezici  (45):
a. Bak (15).
b. Cangin (5).
c. istočnosenegalsko-gvinejski jezici (10).
d. Mbulungish-Nalu (3).
e. Senegambijski (12).

## Vanjske poveznice
- Ethnologue (14th)
- Ethnologue (15th)